# Ще успеят ли нашите герои да открият своя загадъчно изчезнал приятел в Африка?
„Ще успеят ли нашите герои да открият своя загадъчно изчезнал приятел в Африка?“ (на италиански: Riusciranno i nostri eroi a ritrovare l'amico misteriosamente scomparso in Africa?) е италиански филм от 1968 година – комедия на режисьора Еторе Скола с учасието на Алберто Сорди и Нино Манфреди.

## Сюжет
Фаусто Ди Салвио (Алберто Сорди), богат италиански бизнесмен, отива в Ангола, за да се опита да намери своя баджанак, който е изчезнал в Африка. Опасно пътуване, изпълнено с много приключения, но ще успее ли да го намери и да го върне Италия...

## В ролите
| Изпълнител        | Роля                     |
| ----------------- | ------------------------ |
| Алберто Сорди     | Фаусто Ди Салвио         |
| Нино Манфреди     | Оресте Сабатини (Титино) |
| Бернар Блие       | Убалдо Палмарини         |
| Джулиана Лойодиче | Мариса                   |
| Франка Бетоя      | Рита                     |
| Мануел Дзардзо    | Педро Томео              |
| Ерика Бланк       | Женевиев                 |